# Гвичия, Баграт Петрович
Баграт Петрович Гвичия (1913 год, село Теклати, Сенакский уезд, Кутаисская губерния, Российская империя — неизвестно, село Теклати, Цхакаевсский район, Грузинская ССР) — звеньевой колхоза имени Берия Теклатского сельсовета Цхакаевского района, Грузинская ССР. Герой Социалистического Труда (1948).

## Биография
Родился в 1913 году в крестьянской семье в селе Теклати Сенакского уезда (сегодня — Сенакский муниципалитет). Окончил местную сельскую школу. С раннего возраста трудился в сельском хозяйстве. Во время коллективизации вступил в колхоз имени Берия Цхакаевского района (с 1953 года — колхоз села Теклати Цхакаевского района). В последующие годы возглавлял полеводческое звено. За выдающиеся трудовые достижения и успешное выполнение плановых заданий в годы Великой Отечественной войны был награждён Орденом «Знак Почёта» и боевой медалью «За оборону Кавказа».
В 1947 году звено под его руководством собрало в среднем с каждого гектара по 107,63 центнера кукурузы на площади 3 гектара. Эти трудовые достижения стали одними из самых высоких показателей среди кукурузоводов Грузинской ССР в 1947 году (самые высокие были у звена Джиги Бутбая — 136,2 центнера с гектара, Гадзы Гогохия — 117,3 центнера с гектара, Чичико Гогохия — 112,9 центнера с гектара, Темура Тарбы — 112,6 центнера с гектара и Александры Шония — 110 центнеров с гектара и почти в два раза превысили показатели лауреата Сталинской премии Чоколи Квачахия). Указом Президиума Верховного Совета СССР от 21 февраля 1948 года удостоен звания Героя Социалистического Труда за «получение в 1947 году высоких урожаев кукурузы и пшеницы» с вручением ордена Ленина и золотой медали «Серп и Молот» (№ 861).
Этим же указом званием Героя Социалистического Труда был награждены председатель колхоза имени Берия Пётр Андреевич Гварамия, бригадиры Шалва Парнович Гварамия, Евгений Квиквиньевич Шаматава, звеньевые Отар Феофанович Гварамия, Константин Филиппович Джиджелава, Дмитрий Николаевич Кварцхава, Юлон Максимович Квирквелия.
После выхода на пенсию проживал в родном селе Теклати Цхакаевского района. С 1968 года — персональный пенсионер союзного значения. Дата смерти не установлена.
Награды
- Герой Социалистического Труда
- Орден Ленина
- Орден «Знак Почёта» (07.01.1944)
- Медаль «За оборону Кавказа» (01.05.1944)